# 香港維港凱悅尚萃酒店
香港維港凱悅尚萃酒店（英語：Hyatt Centric Victoria Harbour Hong Kong）是新鴻基地產委託凱悅酒店集團管理及營運的一間酒店，位於香港香港島北角渣華道133號，在2018年7月16日開幕，開業時原名為海匯酒店（Hotel VIC on the Harbour）。酒店採用雙子塔式設計，提供671間的豪華客房及套房，並面向維多利亞港海景。
2019年6月，凱悅酒店集團宣佈酒店將由凱悅酒店集團經營，並於同年8月27日改名為香港維港凱悅尚萃酒店。

## 設計
酒店設計由許李嚴建築師事務（Rocco Design Architects）為項目建築師、酒店客房設計由Hirsch Bedner Associates負責，而酒店主要區域的設計則由著名設計師傅厚民的設計公司AFSO負責，設有全港首個自助check-in專櫃。

## 設施
東座23樓天台設有戶外25米游泳池和24小時健身室，健身室更設2部虛擬實境飛行健身器，更衣室設蒸氣浴室及桑拿設施。西座設兩間餐廳及酒吧。2樓的全天候餐廳The Farmhouse設室內及戶外座位，23樓餐廳及酒吧CRUISE更設戶外座位，讓食客欣賞維港景致。
基座5層零售餐飲樓層屬於北角匯商場範圍，已於2018年12月開業。場內有60間商舖，包括20間化妝品牌店，服裝、珠寶首飾、旅遊及電子用品店和8間海景食肆。

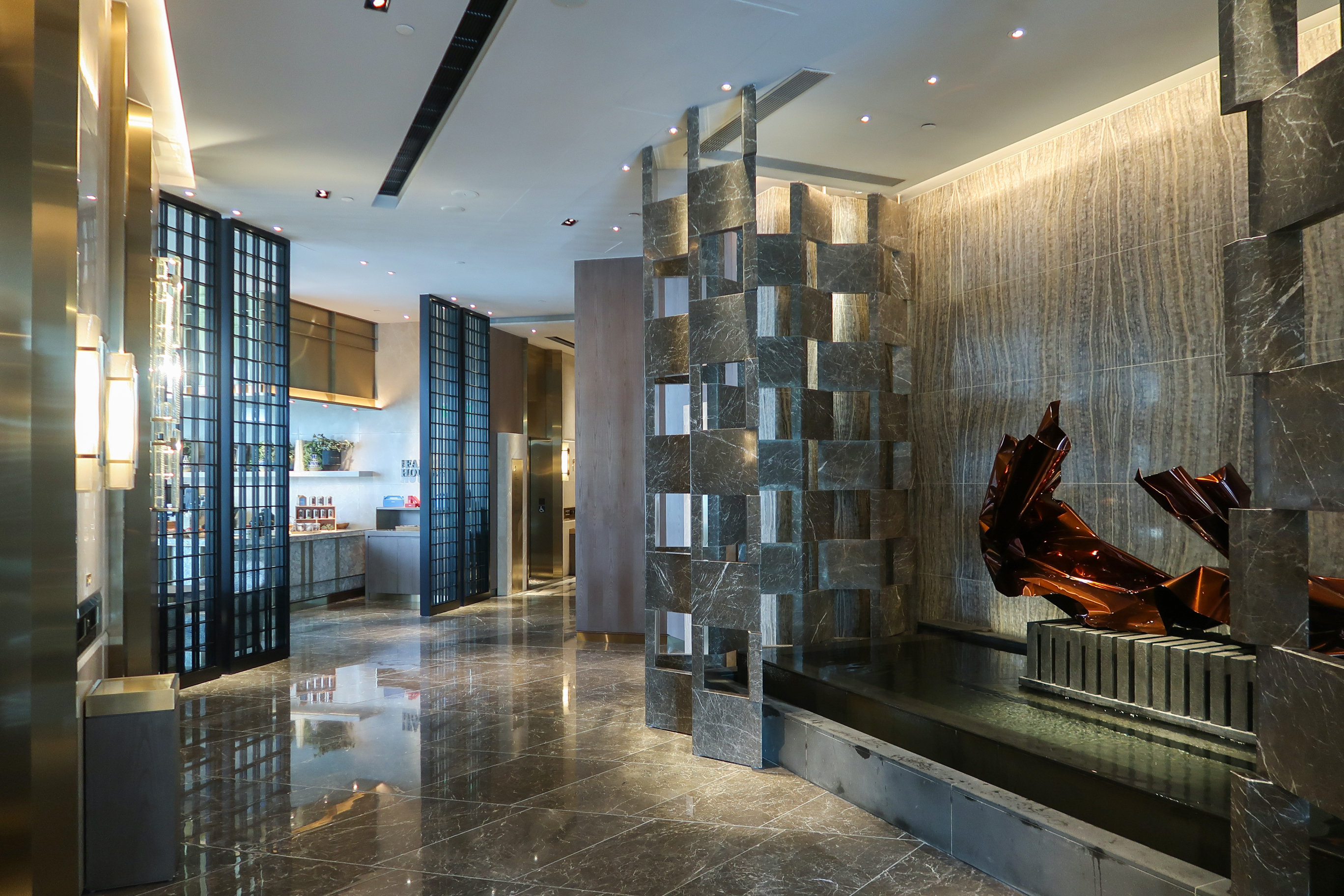
酒店大堂藝術品
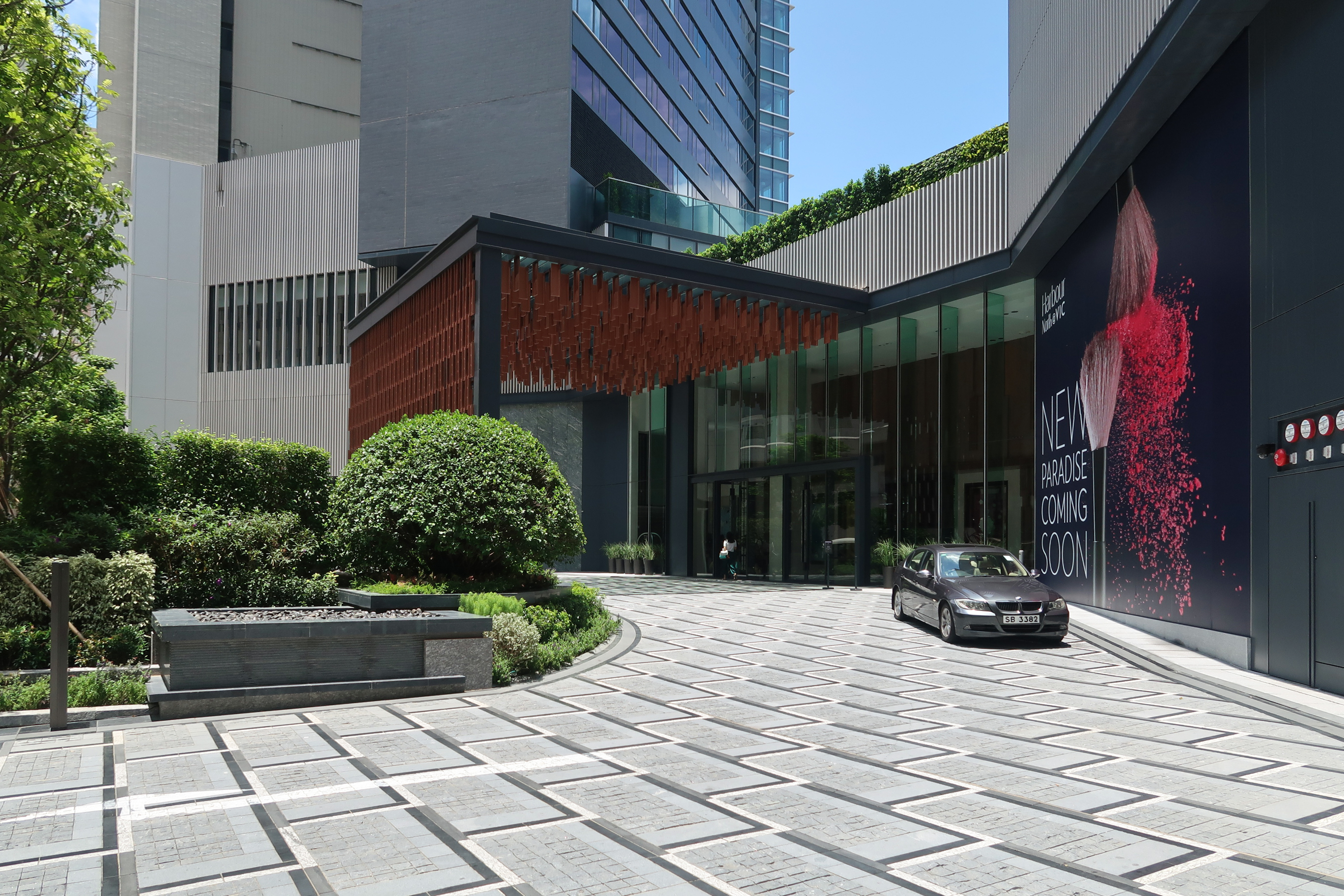
車道入口
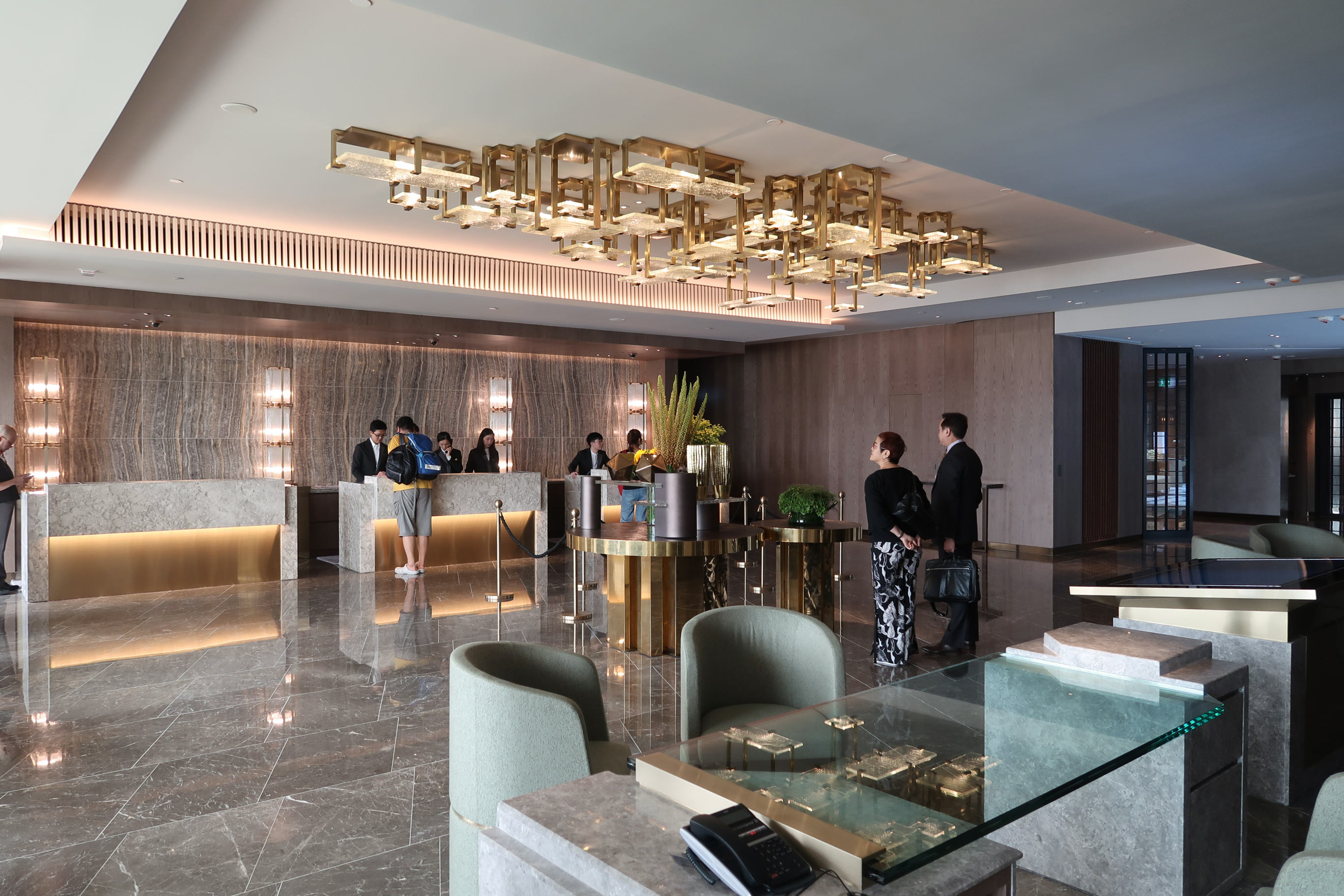
2樓大堂
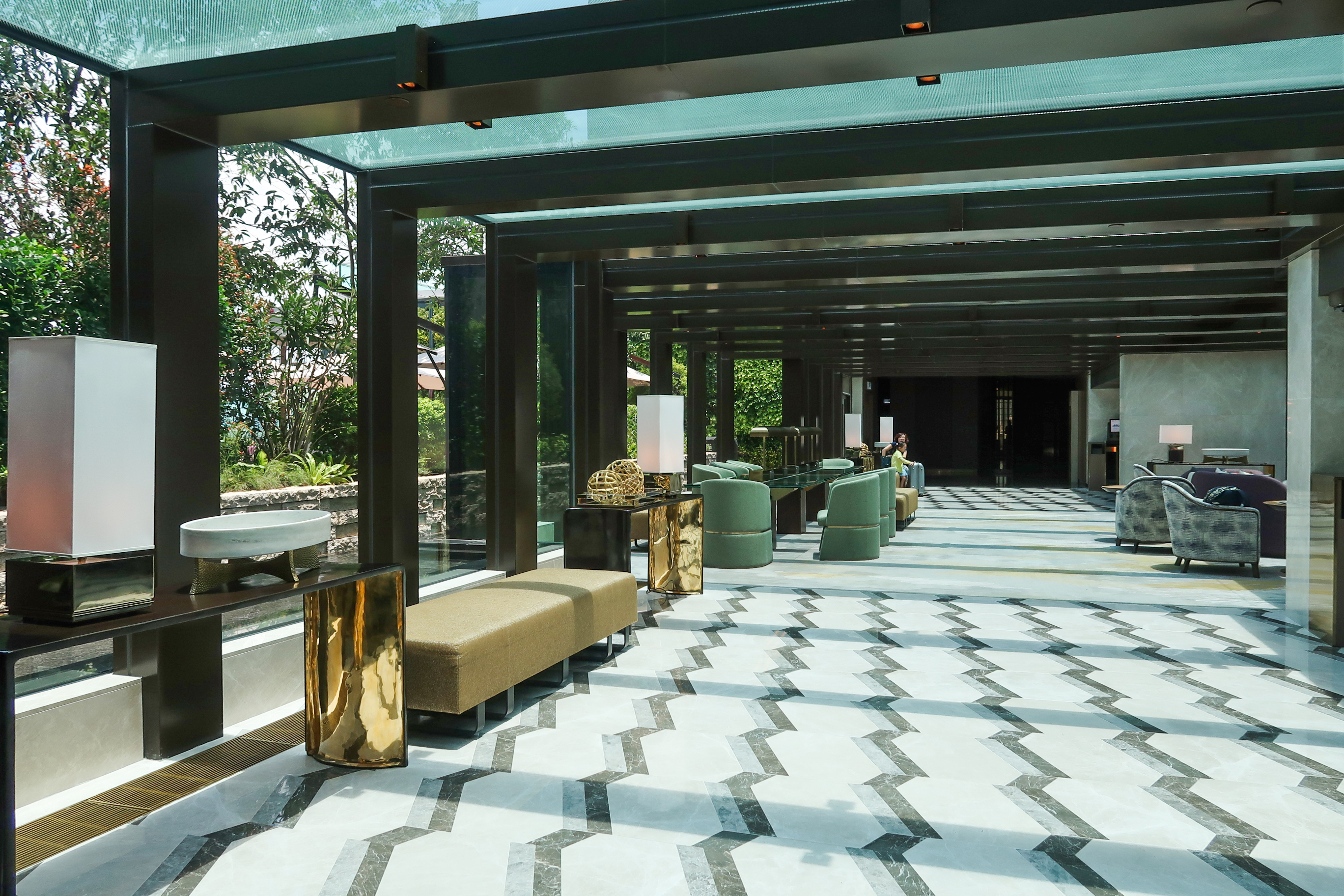
2樓大堂的天幕通道
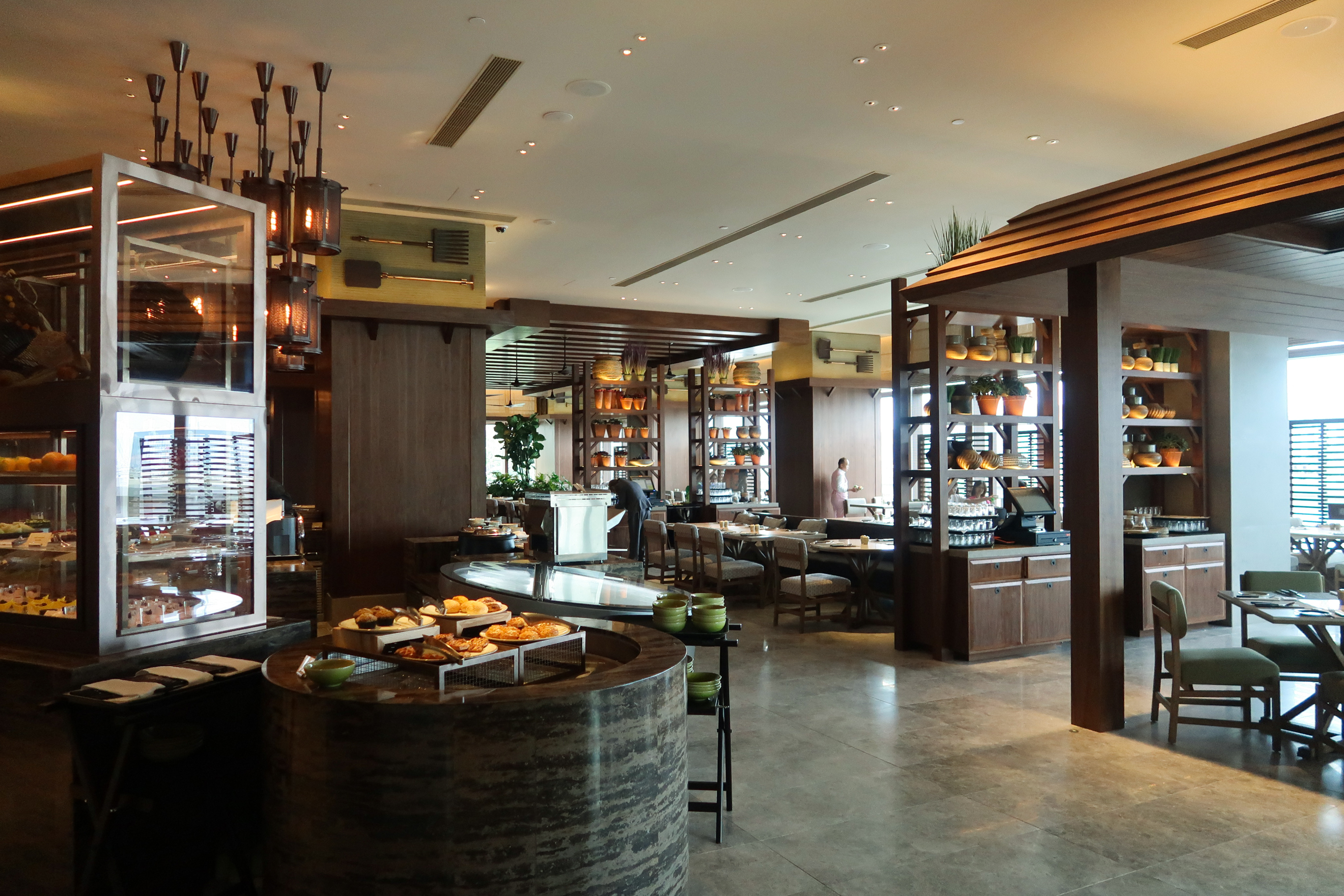
自助餐廳The Farmhouse
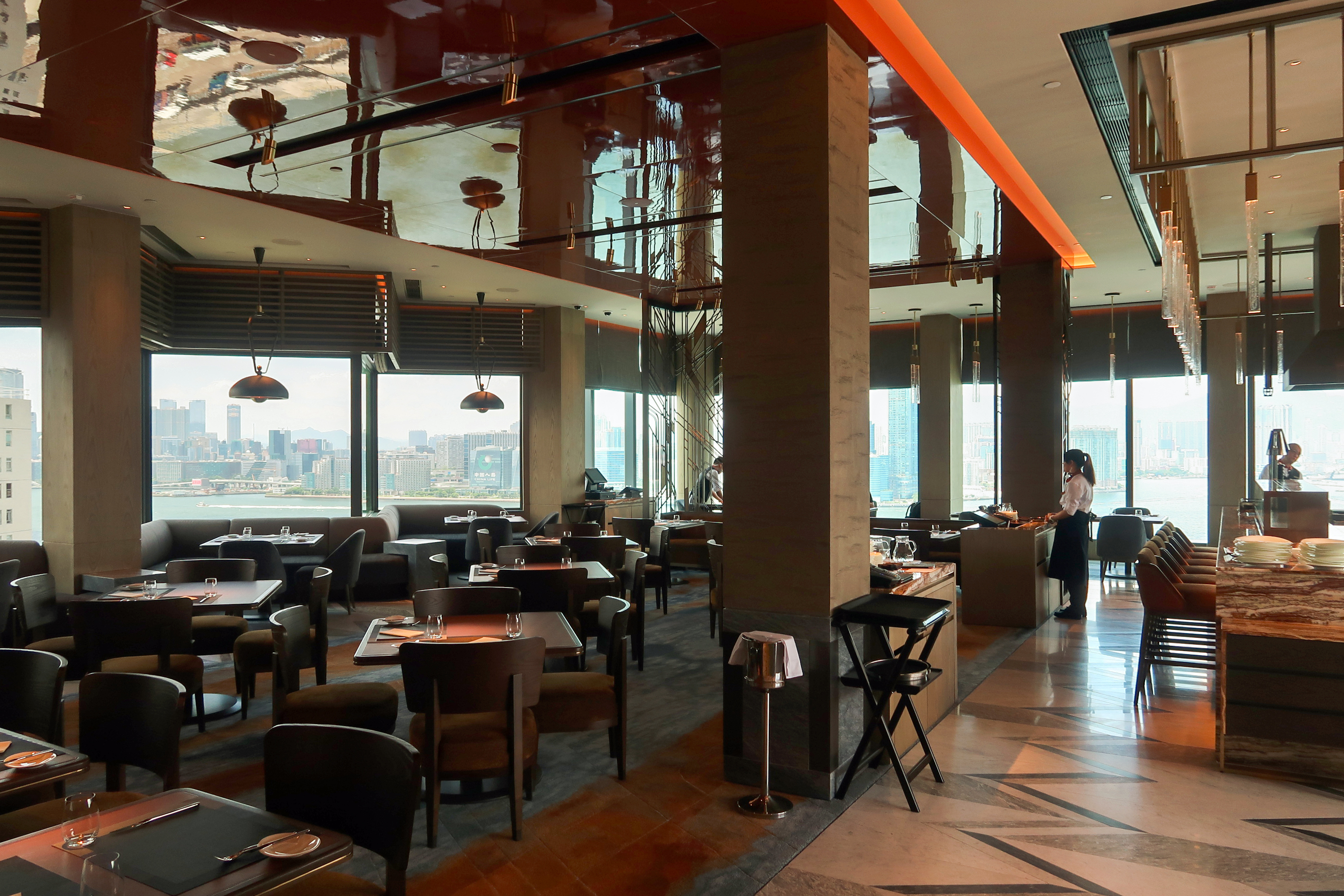
23樓CRUISE餐廳

## 外部連結
- （繁體中文）香港維港凱悅尚萃酒店（页面存档备份，存于）